# Maclura pomifera
Maclura pomifera là một loài thực vật có hoa trong họ Moraceae. Loài này được (Raf.) C.K.Schneid. mô tả khoa học đầu tiên năm 1906.

## Hình ảnh

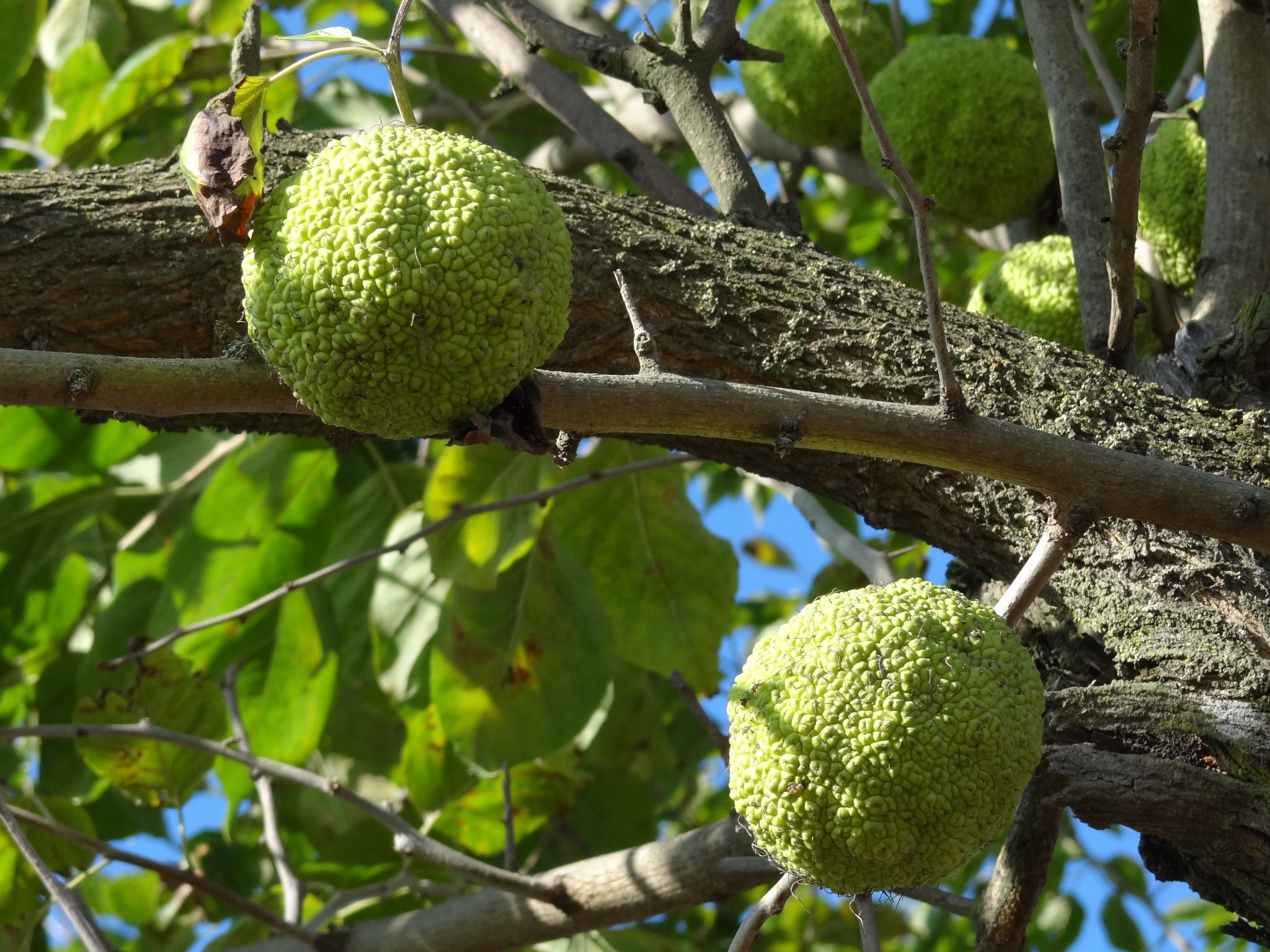
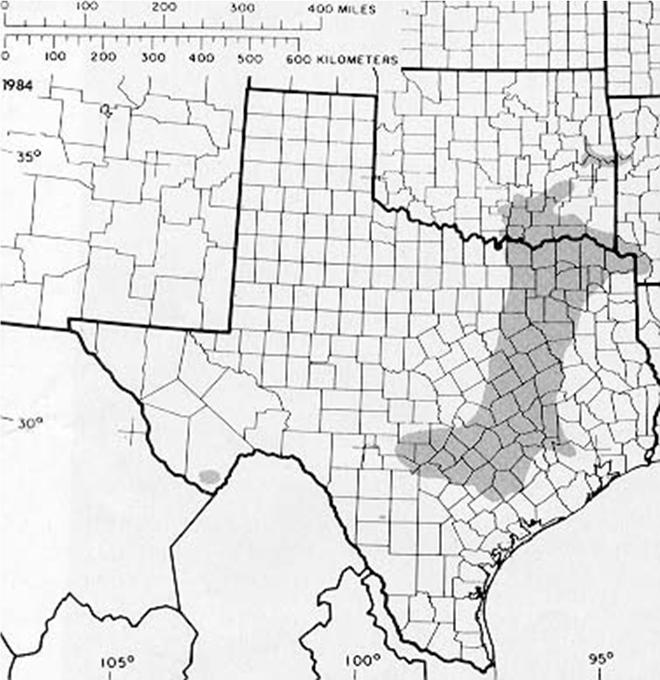
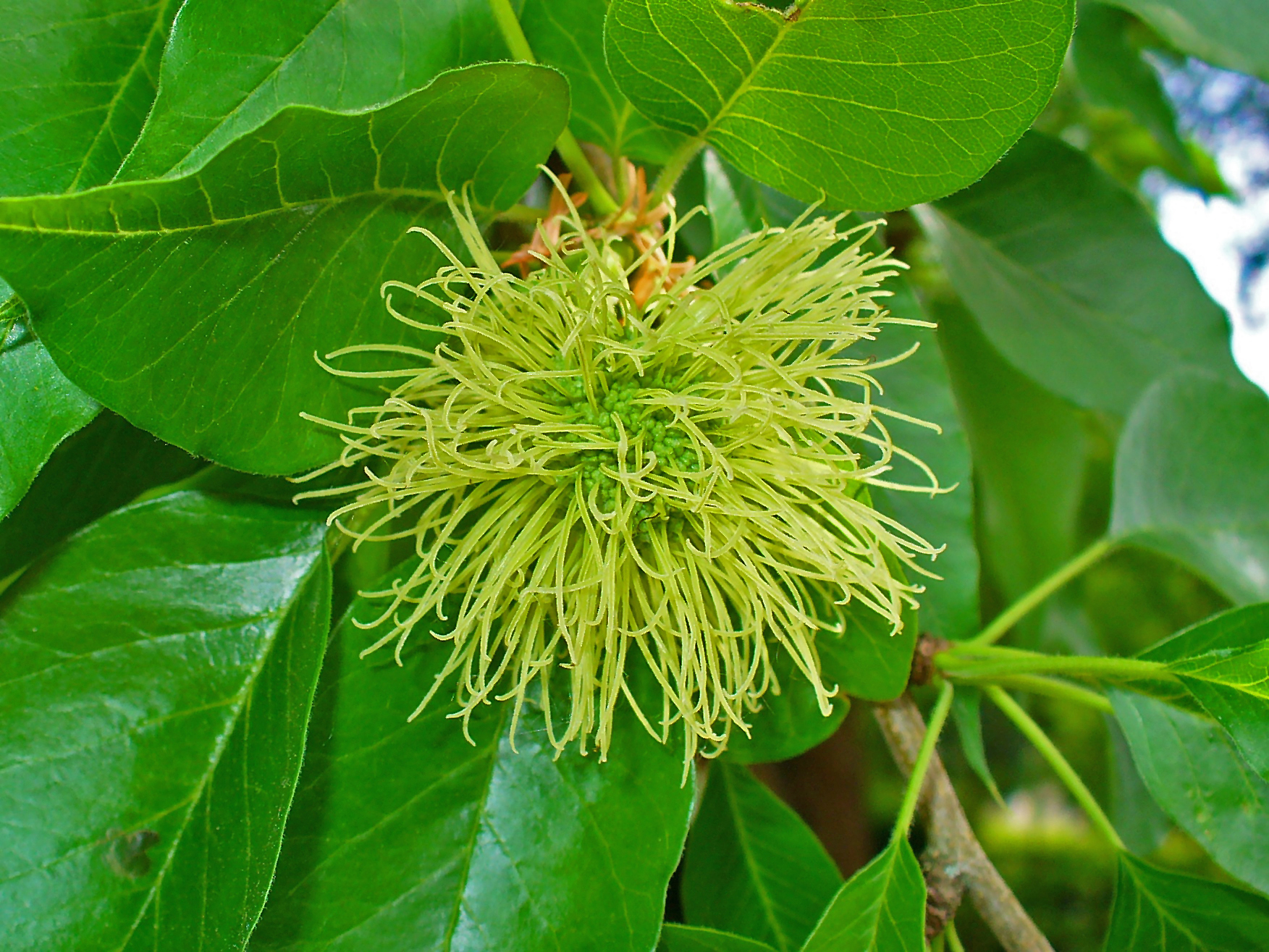
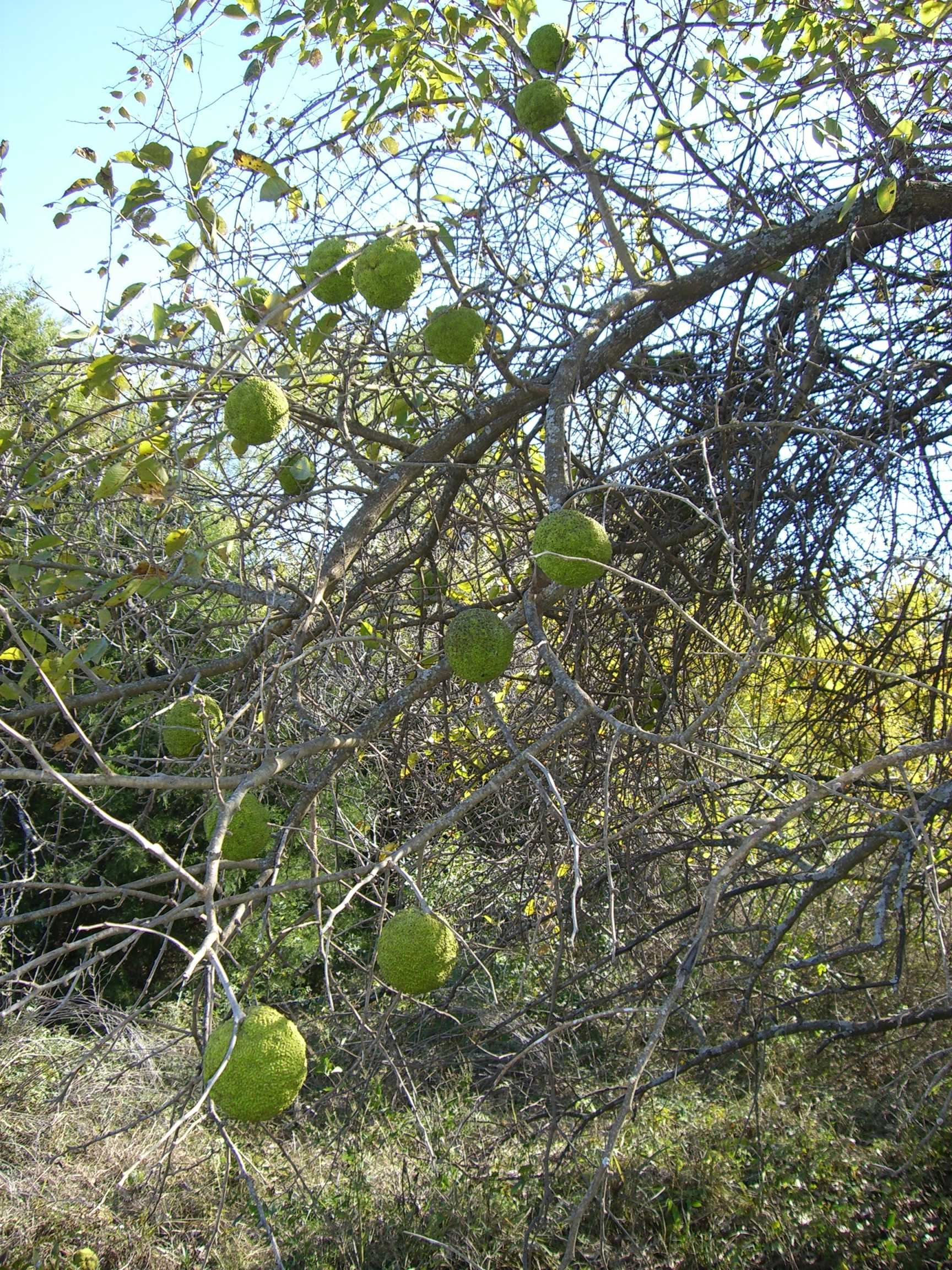